# Shahapur (Karnataka)
Shahapur est une ville de l'État du Karnataka, au centre de l'Inde. En 2011, elle est peuplée de 53 366 habitants.

## Géographie
La ville est à environ 30 km à l'ouest de Yadgir et à 190 km au sud-ouest d'Hyderabad.

## Lieux et monuments
- Site des collines formant le « Bouddha couché ».